# 칠성산 871호
칠성산 871호 고분(七星山 871號 古墳)은 고구려의 왕인 태조대왕, 신대왕 혹은 고국천왕과 산상왕 및 동천왕의 무덤으로 추정된다.

## 같이 보기
- 유네스코 세계유산 제1135호 고대 고구려 왕국 수도와 묘지